# 克拉拉·古谢娃
克拉拉·伊万诺夫娜·古谢娃（俄語：Кла́ра Ива́новна Гу́сева，羅馬化：Klara Ivanovna Guseva，1937年3月8日—2019年5月12日），出生于苏联坦波夫州拉斯卡佐沃，苏联速度滑冰运动员，1960年冬季奥运会女子速度滑冰1000米比赛金牌得主。她在结婚后也被称为克拉拉·内斯特洛娃（Кла́ра Не́стерова）。
2019年5月12日，古谢娃因车祸在莫斯科去世。